# Petter Dass

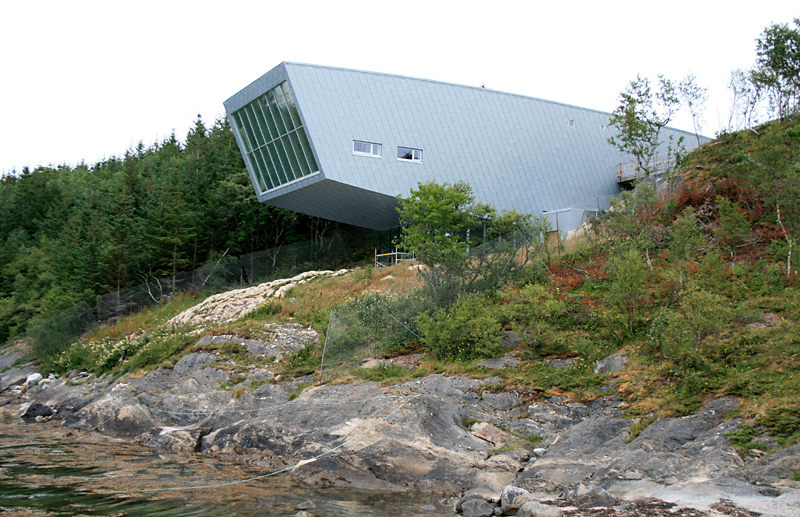
Petter Dass-museet på ön Alsten i Alstahaugs kommun, sett från sjösidan.

Petter Dass, född troligen 1647 på Nord-Herøy i Herøy i Nordland, död 17 augusti 1707 i Alstahaug, var en norsk poet, och författare till den berömda diktsamlingen Nordlands Trompet, i vilken livet bland fiskarbefolkning och småbönder skildras initierat. Dass var tillika kyrkoherde i Alstahaug i nuvarande Sør-Hålogalands stift i norra Norge. Han skrev även många psalmer.
Dass tog studentexamen i Bergen, studerade teologi i Köpenhamn och arbetade från 1669 som informator och kaplan tills han 1689 blev kyrkoherde i Alstahaug. Av hans sånger märks Katechismus-Sange, Luthers lilla katekes på vers, samt folklivsskildringen Nordske Dale-Viise och den berömda Nordlands Trompet (postumt 1739), en poetisk beskrivning av Tromsø amt. Dass samlade skrifter utgavs i 3 band 1874–77, med supplementband 1891.

## Psalmer
- Herre GUD! dit dyre Navn og Ære till svenska av Bertil Wallin 1972, (Herren Lever 1977 nr 806, Den svenska psalmboken 1986 nr 649)
- Kristus kom med vann og blod
- Om alla mina lemmar Finns på Wikisource.
- Solen på himmelen slöt sina ögon Finns på Wikisource.
- Välsignad är du, Jesus Krist